# Reisedienst Schwalbe
Reisedienst Schwalbe ist eine dreizehnteilige Fernsehserie, die im Auftrag der Norddeutsches Werbefernsehen GmbH vom Studio Hamburg 1969 produziert wurde. Die Erstausstrahlung der 25-minütigen Episoden fand freitags um 19:26 Uhr im Regionalprogramm des NDR in der ARD zwischen dem 12. September und dem 5. Dezember 1969 statt.
Die Regie führte Georg Tressler und der Produzent war Gyula Trebitsch. Die Drehbücher stammten von Arno Alexander, Günter Dönges und Fred Ignor. Für die Redaktion des NDR war Helga Mauersberger verantwortlich. In der 4. Folge Höhlenfahrt mit Hindernissen hatte der damals 13-jährige Jan Fedder seinen ersten Auftritt vor der Kamera.

## Handlung
Der Automechaniker Joachim Franke übernimmt die Autowerkstatt von seinem Onkel Hermann. Der Betrieb läuft aber mehr schlecht als recht. Zusammen mit seiner Frau Monika, die früher in einem Reisebüro tätig war, schmiedet das Paar einen Plan, um das Geschäft anzukurbeln. Sie besorgen sich einen alten Bus, den sie wieder herrichten, und gründen den Reisedienst Schwalbe.  Mit Hilfe von Schwager Otto und Onkel Hermann gehen Joachim und Monika auf die Suche nach Kundschaft für die Busreisen. Schnell stellt sich Erfolg mit Schulausflügen, kürzeren Reisen und Kaffeefahrten ein. Dies bleibt aber auch der Konkurrenz von Zugvogel-Reisen nicht verborgen, was zu Ärger führt.

## Episodenliste
| Nr. (ges.) | Nr. (St.) | Originaltitel                 | Erstausstrahlung Deutschland | Regie          | Drehbuch                                  | Erstausstrahlender Sender    |
| ---------- | --------- | ----------------------------- | ---------------------------- | -------------- | ----------------------------------------- | ---------------------------- |
| 1          | 1         | Der neue Bus                  | 12. Sep. 1969                | Georg Tressler | Arno Alexander, Günter Dönges, Fred Ignor | NDR-Regionalprogramm der ARD |
| 2          | 2         | Fahrt ins Blaue               | 19. Sep. 1969                | Georg Tressler | Arno Alexander, Günter Dönges, Fred Ignor | NDR-Regionalprogramm der ARD |
| 3          | 3         | Der neue Lehrling             | 26. Sep. 1969                | Georg Tressler | Arno Alexander, Günter Dönges, Fred Ignor | NDR-Regionalprogramm der ARD |
| 4          | 4         | Höhlenfahrt mit Hindernissen  | 3. Okt. 1969                 | Georg Tressler | Arno Alexander, Günter Dönges, Fred Ignor | NDR-Regionalprogramm der ARD |
| 5          | 5         | Die Konkurrenz                | 10. Okt. 1969                | Georg Tressler | Arno Alexander, Günter Dönges, Fred Ignor | NDR-Regionalprogramm der ARD |
| 6          | 6         | Wochenende mit Überraschungen | 17. Okt. 1969                | Georg Tressler | Arno Alexander, Günter Dönges, Fred Ignor | NDR-Regionalprogramm der ARD |
| 7          | 7         | Die Bildungsfahrt             | 24. Okt. 1969                | Georg Tressler | Arno Alexander, Günter Dönges, Fred Ignor | NDR-Regionalprogramm der ARD |
| 8          | 8         | Die Schulfreundin             | 31. Okt. 1969                | Georg Tressler | Arno Alexander, Günter Dönges, Fred Ignor | NDR-Regionalprogramm der ARD |
| 9          | 9         | Ausflug am Hochzeitstag       | 7. Nov. 1969                 | Georg Tressler | Arno Alexander, Günter Dönges, Fred Ignor | NDR-Regionalprogramm der ARD |
| 10         | 10        | Zollkontrolle                 | 14. Nov. 1969                | Georg Tressler | Arno Alexander, Günter Dönges, Fred Ignor | NDR-Regionalprogramm der ARD |
| 11         | 11        | Blumen für Joachim            | 21. Nov. 1969                | Georg Tressler | Arno Alexander, Günter Dönges, Fred Ignor | NDR-Regionalprogramm der ARD |
| 12         | 12        | Der Unfall                    | 28. Nov. 1969                | Georg Tressler | Arno Alexander, Günter Dönges, Fred Ignor | NDR-Regionalprogramm der ARD |
| 13         | 13        | Das Jubiläum                  | 5. Dez. 1969                 | Georg Tressler | Arno Alexander, Günter Dönges, Fred Ignor | NDR-Regionalprogramm der ARD |